# قطعنامه ۱۰۳۸ شورای امنیت
قطعنامه ۱۰۳۸ شورای امنیت سازمان ملل متحد که در تاریخ ۱۵ ژانویه ۱۹۹۶ تصویب شد، سندی بین‌المللی دربارهٔ وضعیت در کرواسی است. این قطعنامه طی نشست ۳۶۱۹ام با ۱۵ رای موافق، ۰ مخالف و ۰ ممتنع تصویب شد.